# 꽃사슴
꽃사슴은 사슴과의 동물이다. 천적으로는 반달가슴곰과 큰곰, 호랑이, 표범, 스라소니, 구름표범, 늑대, 승냥이 등이 있다.
영어로는 시카사슴(Sika deer)이라고 하는데, 일본어로 사슴 전반을 가리키는 일본어: 鹿 시카[*]에서 유래한 것이다. 일본어로는 일본사슴(일본어: 日本鹿 니혼시카[*])이라고 한다.

## 특징
평지부터 해발고도 2,500m까지의 산림에 살며, 먹이를 섭취할 때 외에는 산림을 떠나지 않는다. 수컷끼리 또는 암컷끼리 무리를 이루거나 혼합 무리를 이룬다. 먹이는 주로 나뭇잎과 풀의 잎·줄기, 이끼를 많이 먹는데, 먹이가 부족하게 되면 나무껍질도 먹으며, 메밀·조·밤·도토리 등도 먹는다. 소에 비해 거친 먹이에 잘 견디지만, 염소나 양보다는 못하다.
꽃사슴의 번식기는 9∼11월이고, 임신기간은 227∼249일이며, 5∼6월에 한배에 1마리의 새끼를 낳는다. 새끼는 일반적으로 잡초가 무성한 덤불 속에 낳으며, 3∼4일 동안 그곳에 누워 있는다. 어미는 1∼2일간 새끼의 옆을 떠나지 않고 지키다가 밖으로 나와 먹이를 섭취하면서 때때로 새끼들에게 젖을 먹인다. 한국과 중국 북동부 등지에 분포한다.

## 아종

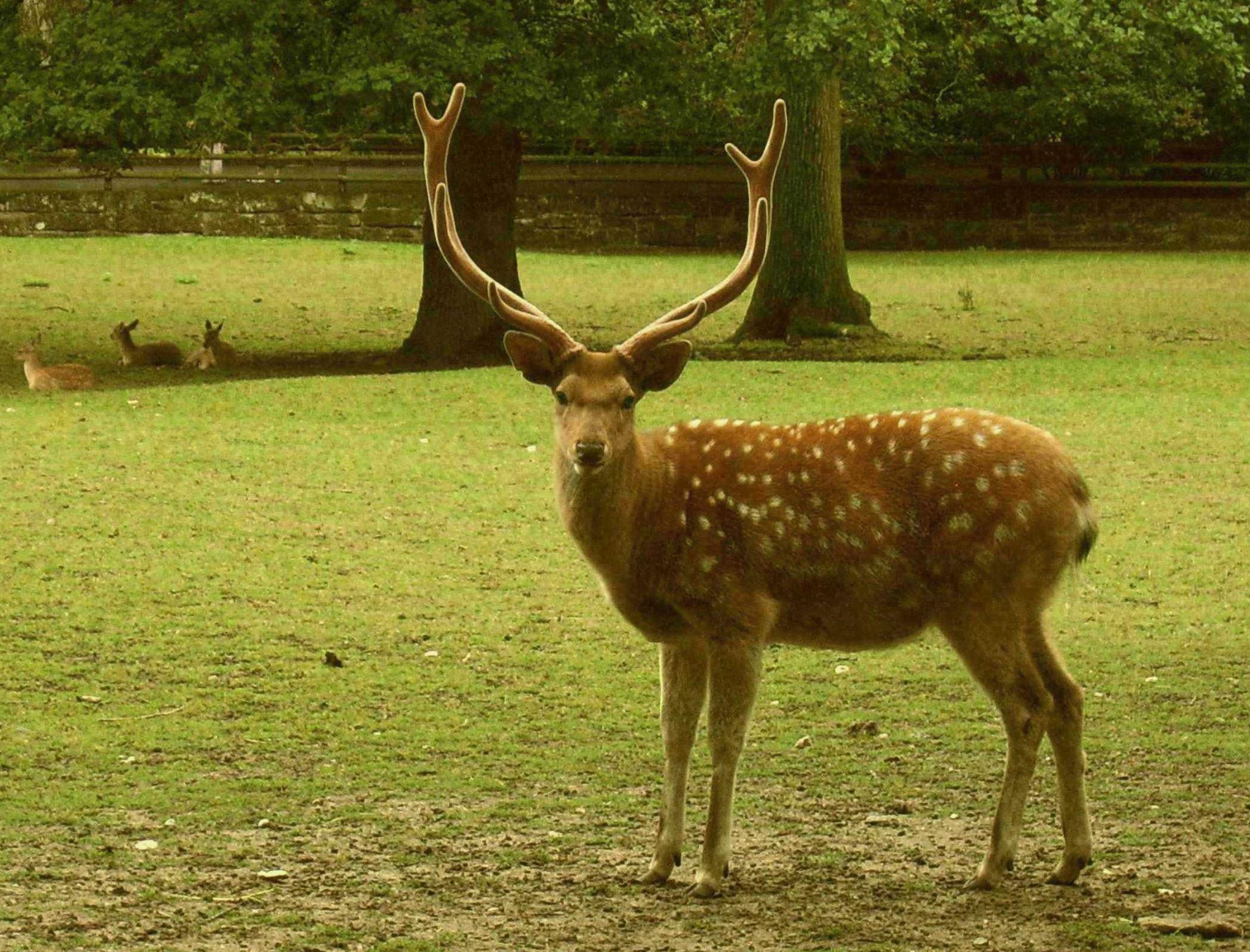
대륙사슴 수컷

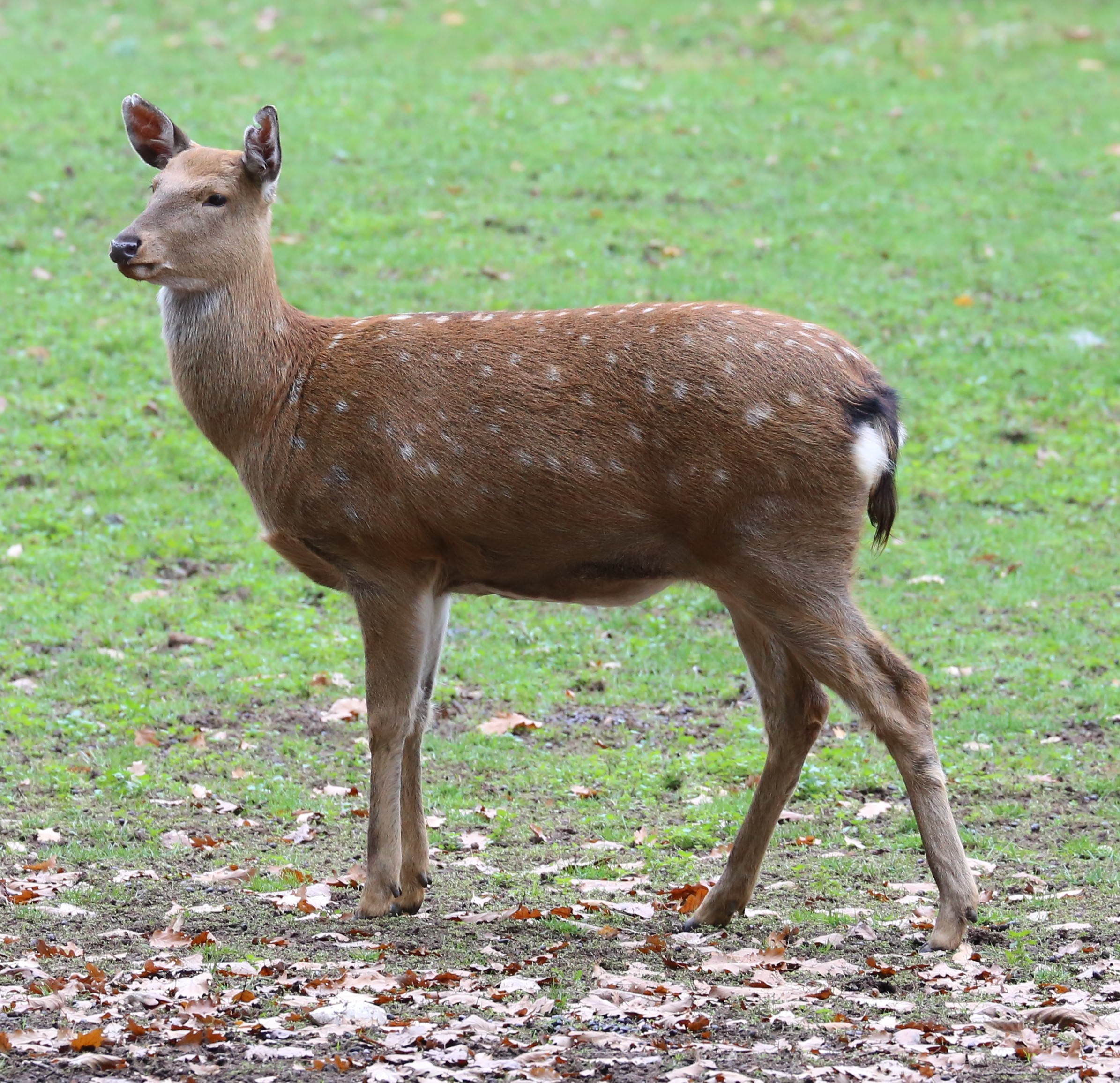
대륙사슴 암컷

꽃사슴의 아종은 수많은 개체군 내에서 심각한 유전자 오염이 일어났고, 몇몇 아종들은 그 상태가 정확하지 않다.
- Cervus nippon nippon - 일본 시코쿠, 규슈 등
- Cervus nippon centralis - 일본 혼슈,  Cervus nippon aplodontus와 동종이명.
- Cervus nippon mantchuricus - 한반도, 러시아 우수리 지방, 중국 북동부,  Cervus nippon hortulorum와 동종이명.
- Cervus nippon pseudaxis - 베트남 북부
- Cervus nippon pulchellus - 대마도
- Cervus nippon sichuanicus - 중국 서부 쓰촨성, Cervus nippon kopschi 와 동종이명
- Cervus nippon taiouanus - 대만
- Cervus nippon keramae - 오키나와 게라마제도, 다만 일설에 의하면 원래 게라마제도에 서식하는 것이 아닌 인위적인 유입으로 생겨난 종으로도 알려져있다. 크기의 차이는 단순히 섬에 적응하면서 그에 맞게 작아졌다는 것이다. 유전학적으로는 일본 규슈에 서식하는 Cervus nippon nippon와 거의 차이가 나지 않는다고 한다.[2]
- Cervus nippon yakushimae - 야쿠섬
- Cervus nippon yesoensis - 북해도(홋카이도)
- Cervus nippon grassianus - 중국 산시성, 현재 멸종되었음.
- Cervus nippon mandarinus - 중국 동부와 동북부, 현재 멸종되었음.
- Cervus nippon soloensis - 필리핀 남부(고대에 도입되었는데 아종의 출신이 알려지지 않았으며 멸종으로 추정)

### 한반도의 꽃사슴
아종인 대륙사슴은 한반도 북부부터 제주도까지 전역에 분포했으나 야생개체의 남한 절멸은 1940년대 일제강점기의 해수구제 사업 이후이다. 북한에서는 보호동물로 지정되어 백두산에서 소수가 명맥을 유지하고 있다.
사육 목적으로 해외에서 도입된 꽃사슴 중 일부가 방목되었다. 그러나 한반도에 서식하던 대륙사슴과는 다른 아종이므로, 외래종으로 간주하고 있다.
예전에는 한반도에 서식하는 사슴을 아래와 같이 2 아종으로 여겼졌었다.
대륙사슴(Cervus nippon hortulorum)
우수리사슴(Cervus nippon mantchuricus)
하지만, 현재는 Cervus nippon mantchuricus 학명을 기준으로 Cervus nippon hortulorum은 동종이명으로 알려져 있다. 명칭은 우수리사슴이 되어야 하지만 대륙사슴이 되었다. 

## 사진

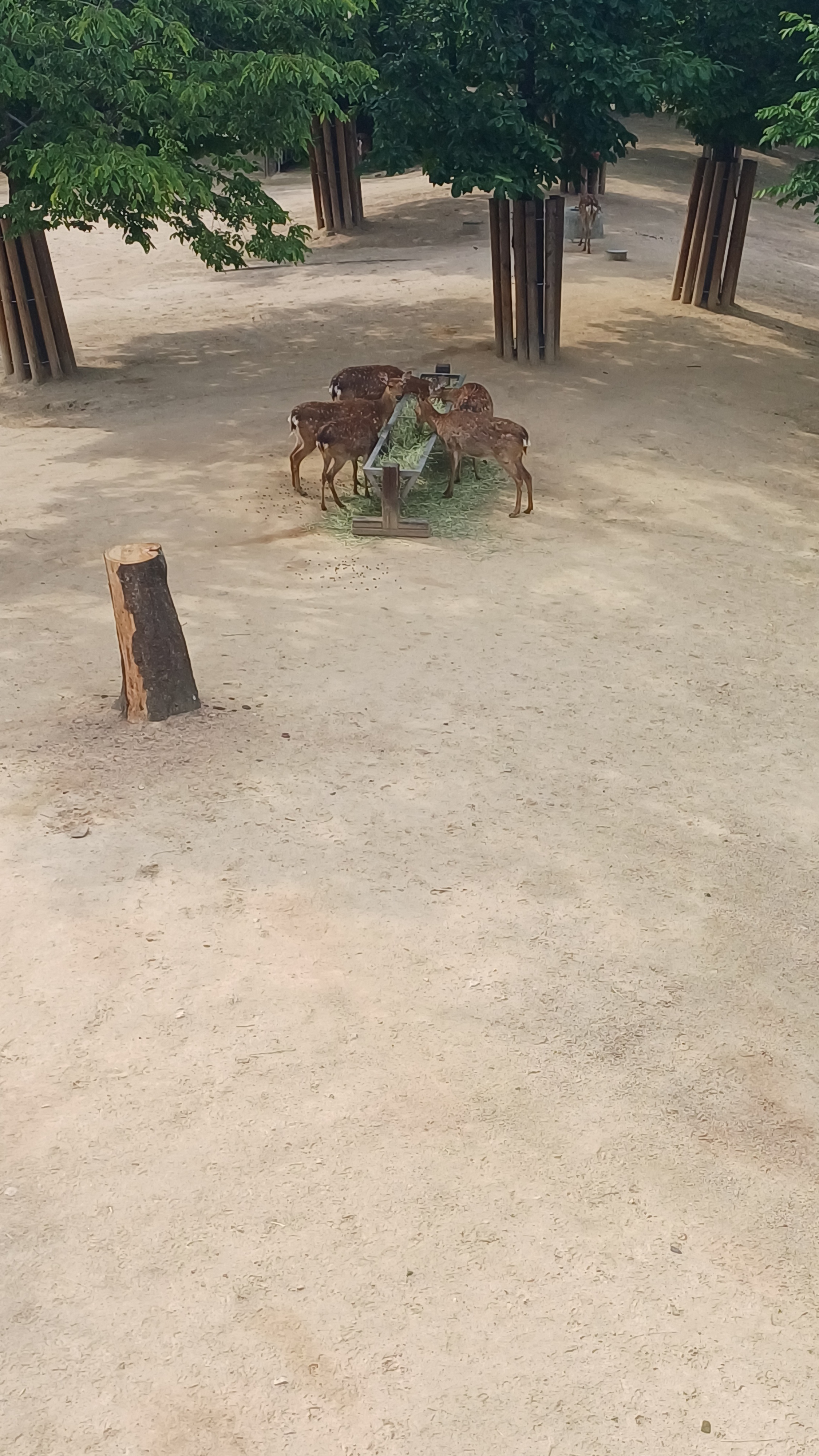
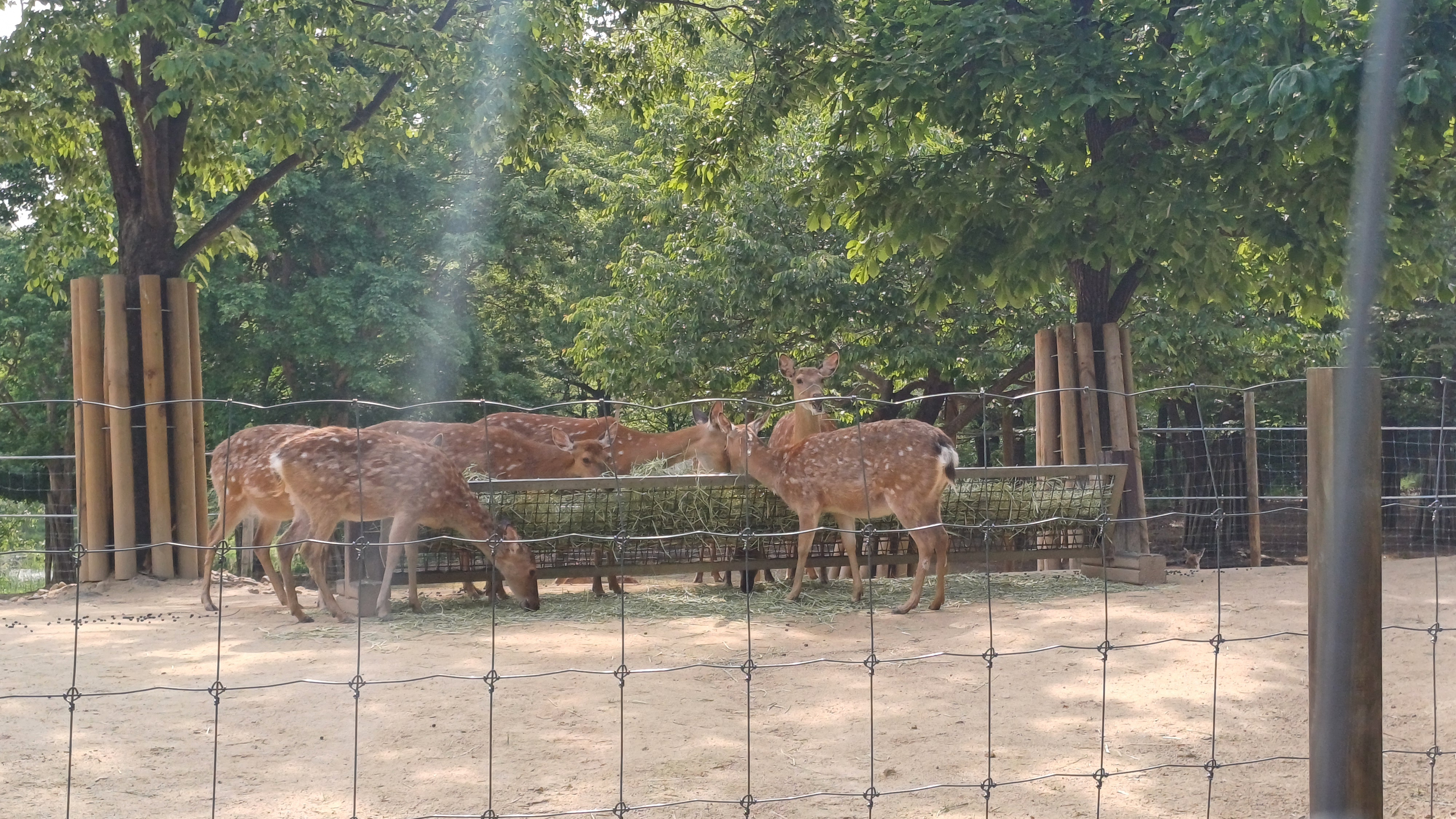

## 같이 보기
- 나라 공원